# 校舍的後方埋藏著天使
《校舍的後方埋藏着天使》（日语：校舎のうらには天使が埋められている）是日本漫畫家小山鹿梨子的少女漫畫作品。自2011年9月於講談社《別冊FRIEND》開始連載。

## 故事简介

### 本編
4年2班是全校最和乐的班级！
理花是一个内向的女孩，和好不容易交到的朋友分开，转学到赤濑国小。
「希望在新学校能变成一个全新的自己！」
尽管鼓足了干劲，却还是提不起勇气的理花，第一个上前找她说话的人，是不論课业运动都擅长的全能美少女小爱。
但這一切都是騙局，小愛是主宰整個班級的女王蜂，在家長老師的背地裡指使大家嚴重欺凌著目標人物。
受害者被当做班级的狗，身心都受到严重的伤害。第一代的狗狗小良自杀后，转学来的理花成为了狗狗；生性温柔的优因为袒护理花而代替她成为了狗，受害者一个接一个的增多，终於有人因为看不惯而站了出来，她就是被稱为“死神”的女孩光本菜菜芽。
即使受到各种各样的阻挠與死的威脅，堅強的菜菜芽也从来没有放弃。
班级裡的各种人——保持中立的人，看似无害的人，漠不关心的人……——一个接一个粉墨登场，不仅如此，家长和老师們也介入了。
随着菜菜芽调查的一步步深入，事情的真相逐渐揭开……

### 後日談＜蝕＞
在4年2班事件發生3年後，菜菜芽和優等人進入到名校，月見峰学園中等部。一個和蜂屋愛酷似的少女華華崎愛子在她們面前出現，令菜菜芽又再一次捲入不幸的事件當中....

## 登場角色

### 四年二班学生
除了轉學的后堂理花，出席學號是用男女混合、五十音去排序。因為蜂屋愛為首的集團影響，班級霸凌現象相當嚴重，最終話時許多學生分別住院、轉學、休學，導致班級人數大幅減少。
蜂屋 爱
學號20號。絕世少女，表面完美善良，但內心非常殘忍，病態和無情，為達成目的可以不計較他人性命，甚至使用各種卑劣手段也在所不惜。靠著演技欺騙了不少人，凭借着天才的头脑，不仅是同班同学，就连教师也可以控制。四年二班班上的五只小恶魔之首，美麗的女王蜂。被菜菜芽稱為"白色的惡魔"。對菜菜芽有興趣，非常喜歡她。
父親是名畫家，因為請愛擔任畫作模特兒的期間，反映無法從她身上看見任何色彩，結果導致父親人格驟變，陸續殘殺了愛的母親、女傭、飼養的寵物狗布蘭修後死去。後來在美術館和菜菜芽對峙期間，道出自己的身世和對菜菜芽的執著，兩者共同跌落美術館的通道。最終話透露爱仍活著。
光本 菜菜芽
學號25號。在四年二班中，背负着过去的阴影的美少女。一度被唤作「死神」而孤立。因为优曾经肯定过自己而站出来，孤身一人想要打破四年二班欺凌事件的局面，因此遭受了被车撞、从楼梯上推下、户外教学时推落悬崖的種種暴力事件。
曾良野 麻里亚
學號14號。温柔的女孩子，擅长画画。暱稱小良。因为自己的漫画和贫寒的出身而受到同班同学的嘲笑，起初十分崇拜小爱，讨厌菜菜芽，配合同學的期望决定当死神杀掉小兔子並嫁祸給菜菜芽，最終因为没有成功完成任務而受到惩罚，成為四年二班第一代小狗。希望和自己的“彼得潘”一起前往永无島而从校舍楼顶跳下死亡。
后堂 理花
學號30號。第2学期才转过来的内向女孩。被小爱的演技欺骗，以第二代小良的身份，被当做四年二班的狗狗。被小愛利用，做出種種傷害同學的行為。为了要执行更田杀掉菜菜芽的计划而假装跳海，却在最后真的萌生了自杀的想法，被菜菜芽救下后決定要對抗小愛的陣營。
滨上 优
學號21號。與小爱等人是朋友，自己却说小爱只是在监视她，之前目击了小良从楼顶跌落，因此内心十分害怕小爱。因为袒护了理花成为第三代的小狗，由於野呂瀨老師的協助，得以暫時不再去學校。喜欢隼人，却被他背叛，由此变得疏远他，但内心却不想伤害他。
近藤 泉
學號10號。曾经和小良关系很好的“彼得潘”，在她跳下樓頂時背棄了諾言，被小愛目擊。十分懒散，對別人的事情漠不關心，却跟菜菜芽一起调查，從原本的逃避逐漸變得堅強。在19話時，為菜菜芽擋了一刀。後期在發生火災期間被及時捨生救出。
中西 健太
學號17號。沉默寡言。小良的朋友，一直默默注視着她和也是自己朋友的近藤，並為她安心高興。不希望小良死亡的真相與細節被揭開，並為了保護近藤，而暗中行動決定杀掉菜菜芽。和菜菜芽談話時持著美工刀，並被沒有躲開的她給感化。
波多部 隼人
學號19號。班上最帅的足球少年，個性懦弱。後來因为袒护中西被当做第四代的小狗。
北别府 京平
學號7號。班上的五只小恶魔之一，小愛的跟班。戴著眼鏡。性格惡劣、自以為是，将别人視为垃圾虫。
关 大地
學號13號。班上的五只小恶魔之一，小愛的跟班。冷酷残忍，是杀害小兔子的真凶。似乎喜歡小爱，將她看得很重要，為她擋過一劍。後期在發生火災期間被木戶老師捨生救出，住院療養，於最終話恢復意識。
斋藤 未咲
學號11號。班上的五只小恶魔之一，小愛的跟班。網路宅女。
村桥 萝莉绘
學號26號。班上的五只小恶魔之一，小愛的跟班。时尚教主。
吉井 丽音奈
學號28號。個性强势，被理花誤認為是班上的領導者。因為朋友優遭到欺負卻無法伸出援手此事而出现悔过之心，被北别府以背叛罪名处以“解剖”之刑。
更田 千寻
學號12號。小爱的狂热崇拜者，称她为“神公主”、“爱大人”。想要達成小愛的願望而計畫杀掉菜菜芽，與理花合作，不断威胁她要完成任务。
竹之原 嚴马
學號15號。班上的捣乱者，欺凌事件的积极分子。喜歡丽音奈，在她受到“解剖”处刑的时候表现出不忍的情绪。
东 铁之介
班上的捣乱者，欺凌事件的积极分子。
田中 妃菜
學號16號。想要跟全班同學成為好朋友，所以跟小愛搞好關係，用演技騙了隼人，讓隼人成為第四代的小狗。

### 赤濑国小教職員
木户 桃子
四年二班的班主任老师。與四年一班班導淺岡有肉體上的關係。比任何人還要相信自己班裡的孩子們是天使，为了保护他們不择手段。為了在火災中救出學生而身亡，在最終話時舉行了葬禮。
野吕濑 弘
四年三班的班主任老师。温柔的大哥哥，怀疑四年二班出现班级欺凌，因小时候也是霸凌受害者，想要保护被欺凌的优却被陷害曝出丑闻後遭到停职。在最終話真相大白後復職。
目代 明日香
四年三班代任班主任老师。温柔可爱，认为四年二班有些好孩子过头，因此找到野吕濑老师，希望破解四年二班内部的秘密。最終話時自願擔任四年二班的班主任，將曾瀨的磁帶交給教育委員會，令野吕濑得以復職。
浅冈 克则
四年一班的班主任老师。喜欢木户老师，因而被她利用。

### 後日談＜蝕＞登場人物
華華崎 愛子
就讀月見峰学園中等部。與小愛不僅相貌相似，氣質也很相近，更是暗地裡的頭頭人物，遭到菜菜芽的敵視。與溫柔的表面不同，瞧不起其他人。私底下跟很多男人性交易。＂現充涉獵者＂的主導者。被春日殺害，被他冒充傳簡訊叫菜菜芽過來，使第一發現者菜菜芽成為嫌犯。
火堂 流星
就讀月見峰学園中等部，愛子的跟班。素行不良，仗著父親是機關重要人物，到處作亂也不怕。愛子被殺害後，懷疑起菜菜芽。
望月 景太
就讀月見峰学園中等部，遭到火堂和冰室等人的欺負。戴著眼鏡，個性畏縮。仰慕菜菜芽。
冰室 憐
就讀月見峰学園中等部，愛子的跟班。
神崎 萌
就讀月見峰学園中等部，愛子的跟班。冰室的女朋友。
一文字 衛
菜菜芽等人的班級導師。看似正常，其實私下做不法交易。對菜菜芽出手時被望月以人體模型砸去，並被春日殺死。
春日 新
就讀月見峰学園中等部。美術部，對學妹優有好感而接近她。小時候被小愛拯救，喜歡天使般的她，但三年前她消失後，只好找跟她相貌相似的愛子。無法忍受愛子妓女般的行徑，並認為她破壞他心目中的小愛，而把她給殺了。最後因為想和消失的小愛在一起而自殺。
鳥羽 香織
處理月見峰学園連續殺人事件的刑警，和菜菜芽聯合演出一場戲引誘出真正的犯人春日。

## 用語

### 狗狗
被欺凌者，一般會被載上狗圈，再被其他同學欺負。
曾經試過強迫狗狗吃狗糧、蟲子等恐怖的行為，如果不聽從的話會被毆打，甚至被殺死。
1. 第一代狗狗：曾良野麻里亞
2. 第二代狗狗：後堂理花
3. 第三代狗狗：濱上優
4. 第四代狗狗：波多部隼人

### 背叛者
幫助了「小狗」便會成為背叛者，有機會被行刑或被當成小狗，也有可能會被殺死。

### 行刑
「懲罰」的意思。
解剖
「行刑」的其中一項，只會對女性背叛者進行。意思是把衣服都被迫脫下來。
死刑
「行刑」的其中一項，阻礙同學欺凌「小狗」的人會行刑或進行計劃失敗的人也有機會行刑。

### 現充狩獵者
蒙面集團，專門攻擊在校園裡獨處的情侶，會把兩人脫光，以女方難看的照片脅迫她做下流的不法交易。
領導人是愛子。事件結束後，成員們都被揭穿，並解散。

## 各話標題

### 本篇
- 第一話　出席番號30號 後堂理花
- 第二話　出席番號21號 浜上優 之一
- 第三話　出席番號21號 浜上優 之二
- 第四話　4年3組班主任 野呂瀬弘
- 第五話　4年3組班主任 野呂瀬弘 之二
- 第六話　出席番號25號 光本菜菜芽
- 第七話　4年2組班主任 木戸桃子 之一
- 第八話　4年2組班主任 木戸桃子 之二
- 第九話　出席番號25號 光本菜菜芽 之二
- 第十話　出席番號25號 光本菜菜芽 之三
- 第十一話　出席番號25號 光本菜菜芽 之四
- 第十二話　出席番號14號 曾良野麻里亚
- 第十三話　出席番號13號 關大地
- 第十四話　出席番號14號 曾良野麻里亚 之二
- 第十五話　出席番號19號 波多部隼人
- 第十六話　出席番號17號 中西健太
- 第十七話　出席番號14號 曾良野麻里亚 之三
- 第十八話　出席番號30號 後堂理花 之二
- 第十九話　出席番號10號 近藤泉
- 第二十話　出席番號20號 蜂屋爱
- 最終話    蜂屋爱

### 後日談＜蝕＞
為單行本第六、第七卷。
- 第一話（第二十二話） 蝕
- 第二話（第二十三話） 贄
- 第三話（第二十四話） 惨
- 第四話（第二十五話） 宵
- 第五話（第二十六話） 誤

## 出版書籍
| 集數 | 講談社         | 講談社                 | 尖端出版社     | 尖端出版社           |
| 集數 | 發售日期       | ISBN                   | 發售日期       | EAN                  |
| ---- | -------------- | ---------------------- | -------------- | -------------------- |
| 1    | 2012年1月13日  | ISBN 978-4-06-341781-4 | 2012年11月8日  | EAN 471-7702-25170-3 |
| 2    | 2012年6月13日  | ISBN 978-4-06-341801-9 | 2013年3月8日   | EAN 471-7702-25155-0 |
| 3    | 2012年10月13日 | ISBN 978-4-06-341823-1 | 2013年12月6日  | EAN 471-7702-25305-9 |
| 4    | 2013年2月13日  | ISBN 978-4-06-341856-9 | 2014年12月12日 | EAN 471-7702-26400-0 |
| 5    | 2013年7月12日  | ISBN 978-4-06-341866-8 | 2015年5月19日  | EAN 471-7702-26401-7 |
| 6    | 2014年3月13日  | ISBN 978-4-06-341907-8 |                |                      |
| 7    | 2014年5月13日  | ISBN 978-4-06-341918-4 |                |                      |

## 評價
從連載開始便有好評，藉著「小學生版生存遊戲」吸引了不少讀者。
網上亦有讀者覺得很可怕，也曾有人吐槽「小學生怎殺人」。

## 外部連結
- 《別冊FRIEND》介紹頁面（日語）